# 仲壬
中壬（？—？），亦称仲壬、燕壬、工壬、其壬、南壬，子姓，名庸，是商朝的一位君王。仲壬是商湯之子，外丙之弟，《孟子•萬章上》、今本《竹書紀年》、《史記•殷本紀》、《太平御覽》卷83引《史記》、《皇極經世》、《資治通鑑外紀》、《資治通鑑前編》、《通志》、《文獻通考》均稱他在位四年後去世。
但是，周祭中无仲壬之名，故仲壬到底有没有即位为王有争议。